# Belgian Entertainment Association
Belgian Entertainment Association (BEA) – belgijska organizacja reprezentująca interesy przemysłu muzycznego, filmowego oraz gier komputerowych w Belgii. Została utworzona w lutym 2008 roku w wyniku połączenia się trzech organizacji: IFPI Belgium reprezentującą przemysł muzyczny – będącej częścią International Federation of the Phonographic Industry (IFPI), Belgian Video Federation (BVF) reprezentującą przemysł filmowy i Belgian Luxembourg Interactive Software Association (BLISA) reprezentującą przemysł gier komputerowych. BEA jest lokalnym stowarzyszeniem przemysłu muzycznego w Belgii wchodzącym w skład IFPI.

## Listy sprzedaży
Listy sprzedaży albumów i singli oraz pozostałe listy w Belgii sporządzane są przez organizację non-profit Ultratop stworzoną przez Belgian Entertainment Association. Dla Regionu Flamandzkiego i Regionu Walońskiego utworzono osobne listy, dla pierwszego z nich, główne listy odpowiednio: Ultratop 50 Singles i Ultratop 200 Albums, dla drugiego regionu utworzono notowania o tej samej nazwie dla singli i albumów.
Ultratop zajmuje się również przyznawaniem certyfikatów sprzedaży, tj. złotych i platynowych płyt.